# The Girl Who Was Plugged In
„The Girl Who Was Plugged In” este o povestire științifico-fantastică de Alice Sheldon (ca  James Tiptree Jr.) din 1973. A primit Premiul Hugo pentru cea mai bună nuvelă din 1974. A fost publicată în antologia New Dimensions 3 din octombrie 1973 editată de editura Doubleday. Povestea are loc în viitor, unde aproape totul este controlat de interesele corporatiste. În ciuda faptului că publicitatea este ilegală, corporațiile controlează consumatorii prin celebritățile pe care le-au creat și prin plasarea produselor.

## Prezentare
Eroina, Philadelphia Burke, în vârstă de șaptesprezece ani (cunoscut sub numele de P. Burke în întreaga poveste), este invitată să devină una dintre aceste celebrități. Ea este o victimă a distrofiei pituitare. O tentativă de sinucidere o duce într-un spital unde ajunge în atenția cercetătorilor corporativi și este aleasă să devină o "Telecomandă". O serie de modificări și implanturi electronice îi permit să utilizeze un calculator sofisticat pentru a controla un alt corp prin telecomandă. Acest frumos corp feminin, cunoscut sub numele de Delphi, a fost crescut fără un creier dintr-un embrion modificat într-un uter artificial. Se pare că este (și este) o fetiță de cincisprezece ani fizic perfectă. Este controlată printr-o legătură prin satelit de creierul lui P. Burke, care se află încă fizic în corpul ei original. 

## Vezi și
- 1973 în literatură
- 1974 în literatură
- Realitatea simulată în ficțiune